# Lista de museus da cidade de Cuiabá
Esta é uma lista dos museus da cidade de Cuiabá, MT, Brasil.

## Museus em funcionamento
| Imagem | Instituição                           | Bairro      | Caráter da instituição | Fundação | Tipologia                                                              | outras informações |
| ------ | ------------------------------------- | ----------- | ---------------------- | -------- | ---------------------------------------------------------------------- | --- |
|        | Museu do Rio Cuiabá                   | Porto       | Público estadual.      | 1899     | Acervo histórico e artístico.                                          | Tel: (65) 3617-1286 aberto de 2ª a domingo das 9h às 17h                                                                           |
|        | Museu Rondon                          | UFMT        | Público Federal        | 1972     | Acervo histórico e indígena.                                           | Tel: (65) 36215-8489 - aberto de 2ª a 6ª feira das 7:30h às 11:30h e das 13:30h às 17:30h                                          |
|        | Museu de Arte e Cultura Popular       | UFMT        | Público Federal        | 1980     | Acervo Arte e Cultura Popular                                          | Tel: (65) 3615-8355 - macp@ufmt.br                                                                                                 |
|        | Museu da Imagem e do Som de Cuiabá    | Centro Sul  | Público estadual.      | 2006     | Acervo Audiovisual                                                     | Tel: (65) 3617-1288 - Aberto das 8h às 18h                                                                                         |
|        | Museu Histórico de Mato Grosso        | Centro Sul  | Público Estadual       | 2006     | Acervo histórico e artístico.                                          | Tel: (65) 3613-9234 |
|        | Museu do Morro da Caixa d'água Velha  | Centro Sul  | Público Estadual       | 2007     | Acervo conta a história do lugar, painéis de fotos antigas da capital. | Tel: (65) 3023-0227 - Aberto de: terça a sexta, das 9h às 12h e das 14h às 18h, sábados e domingos das 10h às 12h e das 13h às 17h |
|        | Museu de Pré-História Casa Dom Aquino | Porto       | Público Estadual       | 2006     | Acervo de material pré-histórico, de Arqueologia e Paleontologia       | Tel: (65) 3613 9290 (65) 3615 8481                                                                                                 |
|        | Museu de Pedra "Ramis Bucair"         | Centro      | Particular             | 1959     | Acervo de Geologia, Arqueologia, Etnologia                             | Tel: (65) 3321-1936 Aberto de 2ª a 6ª feira em horário comercial                                                                   |
|        | Museu das Bonecas e Brinquedos        | Santa Marta | Particular             | 1999     | Acervo de mais de 2000 bonecas antigas e brinquedos em geral           | tel: (65) 9981-4170 e (65) 9214-9004 aberto de Segunda a sexta: 14h as 17h e Sábado: 09h as 17h                                    |